# Han Dong-won
Han Dong-Won (Suwon, 6 april 1986) is een Zuid-Koreaans voetballer.

## Carrière
Han Dong-Won speelde tussen 2002 en 2012 voor FC Seoul, Seongnam Ilhwa Chunma, Montedio Yamagata, Daegu FC en Suwon Samsung Bluewings. Hij tekende in 2012 bij Gangwon FC.